# Springville (Iowa)
Springville és una població dels Estats Units a l'estat d'Iowa. Segons el cens del 2000 tenia 1.091 habitants.

## Demografia
Segons el cens del 2000, Springville tenia 1.091 habitants, 429 habitatges, i 293 famílies. La densitat de població era de 569,2 habitants/km².
Dels 429 habitatges en un 35,9% hi vivien nens de menys de 18 anys, en un 58,3% hi vivien parelles casades, en un 7,7% dones solteres, i en un 31,5% no eren unitats familiars. En el 27,3% dels habitatges hi vivien persones soles el 13,3% de les quals corresponia a persones de 65 anys o més que vivien soles. El nombre mitjà de persones vivint en cada habitatge era de 2,54 i el nombre mitjà de persones que vivien en cada família era de 3,08.
Per edats la població es repartia de la següent manera: un 28% tenia menys de 18 anys, un 8,5% entre 18 i 24, un 28,6% entre 25 i 44, un 23,7% de 45 a 60 i un 11,2% 65 anys o més.
L'edat mediana era de 36 anys. Per cada 100 dones de 18 o més anys hi havia 90,8 homes.
La renda mediana per habitatge era de 44.567 $ i la renda mediana per família de 53.088 $. Els homes tenien una renda mediana de 33.000 $ mentre que les dones 25.129 $. La renda per capita de la població era de 18.429 $. Entorn del 2,7% de les famílies i el 5,1% de la població estaven per davall del llindar de pobresa.

## Poblacions més properes
El següent diagrama mostra les poblacions més properes.